# ヤスパー・シェンデラール
ヤスパー・シェンデラール（ヤスペル・スヘンデラール、Jasper Schendelaar、2000年9月2日）は、オランダ・アルクマール出身のサッカー選手。PECズヴォレ所属。ポジションはGK。

## クラブ経歴
2018年8月24日、SCカンブールとの試合でプロデビューを果たした。
2020年6月8日、テルスターに2020-21シーズンはレンタルされた。
2021年6月12日、PECズヴォレに2年契約で移籍した。